# 韓後勤區
韓後勤區（英語：Korean Communications Zone，縮寫為KComZ或KCOMZ），是韓戰期間的美國軍事組織。掌理前線後方後勤區，即所有通訊、補給、和管理等勤務，也處理與韓國政府的關係，及照顧難民與戰俘。
本後勤區(KComZ)於1952年6月由原本就共同負責韓軍運補作業的第二和第三後勤司令部合併而成，於1952年8月21日開始運作，負責支援聯合國軍和韓軍的軍事勤務，和與韓國政府的政經關係，還經營韓國國鐵，管控北韓和中國籍戰俘。韓戰於1953年結束後，韓後勤區於1956年7月成為美國第八軍團後援司令部，再更改為軍團司令部，最終成為第七後勤司令部。
KComZ人員最常佩戴的隊徽是在綠色盾牌中央的白色托架上燃起一團橙色火焰。另有一種不太常見的徽章，外形也像盾牌，但其綠面上是斜向排列的白色KCOMZ字母。

## 外部連結
- 1954 年 3 月韓國總統頒給KComZ的褒揚令文本